# Nousseviller-lès-Bitche
Nousseviller-lès-Bitche é uma comuna francesa na região administrativa de Grande Leste, no departamento de Mosela. Estende-se por uma área de 4,86 km². Em 2010 a comuna tinha 146 habitantes (densidade: 30 hab./km²).